# Мехк-Кхел
Мехк-кхел, Мехк Кхел — у вайнахських народів — вищий законодавчий орган, що збирався задля вирішення найважливіших питань і виступав вищим судом. Назва буквально перекладається з вайнахської мови як «народний суд».

## Історія
Іноді окремо скликався інший орган — Мехк-Кхеташо, який був суто законодавчим. Назва буквально перекладається як «Рада країни». У такому разі Мехк-Кхел ставав суто судовим органом. У джерелах відомостей про Мехк-кхеташо дуже мало, про його компетенцію можна лише припускати, тоді як про Мехк-Кхел відомо більше. Мехк-кхеташо вирішував питання війни та миру та питання суспільного устрою влади в країні.
За переказами, одним із важливих актів Мехк-Кхеташо, який визначив долю чеченського народу, було рішення про прийняття ісламу. Жорстка система шаріату, коли і суспільне, і приватне життя суворо регламентуються зверху, а моральні норми стають юридичними, гріх — злочином, не відповідала давнім демократичним традиціям чеченського суспільства. Адже у чеченців приватне життя завжди вважалося недоторканним, як і особиста свобода, і особиста гідність людини. Також неприйнятно було для чеченців передбачене шаріатом фізичне покарання, аж до каліцтв. Тому Мехк-Кхеташо ухвалив низку рішень, якими передбачив збереження чеченцями національних традицій.
По-перше, він відмовився від застосування норм шаріату майже у всіх сферах права, за винятком майнового та спадкового.
По-друге, Мехк-Кхеташо вирішив зберегти національні традиції чеченців у різних сферах людської життєдіяльності, що багато в чому визначило своєрідність чеченського менталітету, на відміну інших народів, які прийняли іслам. Адже багато мусульманських народів були асимільовані арабами або в етнічному, або культурному плані.
Таким чином, завдяки мудрості та далекоглядності Мехк-Кхеташо чеченці, сприйнявши духовність ісламу, у способі життя, у менталітеті та культурі зберегли свої давні демократичні традиції.
Мехк-Кхел, Мехк-Кхеташо та Мехк-Да (у перекладі з чеченської мови «батько країни») утворювали вищі органи влади чеченської суспільної парламентської середньовічної республіки, часто застосовувалася назва «Нахська республіка». Мехк-дане завжди і не весь час головував у Мехк-Кхеташо, часто Мехк-да виступав самостійним органом влади. Мехк-да командував ополченням країни в поході та в обороні від нападу.
Держава чеченців у XV—XVIII століттях була асоціацією військово-політичних спілок — тукхумів (Мохк), які, своєю чергою, були об'єднаннями сільських територіальних громад (тейпів). Можна припускати, що він мав більше федеративний, ніж конфедеративний устрій.
З одного боку, і об'єднання тейпів, і окремі тейпові громади мали розвинені моделі самоврядування та високий рівень самостійності у вирішенні внутрішніх економічних та адміністративних проблем. З іншого боку, вони були змушені виконувати всі встановлення Мехк-кхела та структур виконавчої влади.
Відповідно до класифікації М. Мамакаєва, у XVI—XVII століттях у Чечні склалися дев'ять тукхумів, чи військово-політичних союзів: Акхой, Малхой, Нохчмахкхой, Тєрлой, Чантой, Чеберлой, Шарой, Шотой та Ерштхой. Деякі тейпові громади, як, наприклад, майстой, пешхою, не входили в жодну із спілок і були представлені в Мехк-кхелі безпосередньо.
На рівні Асоціації розглядалися лише питання визначення кордонів із сусідніми народами, війни та миру, внесення змін до системи права, збору податків для будівництва фортець та сторожових веж, доріг та мостів, визначення діапазону цін на стратегічні сільськогосподарські продукти. Поява Мехк-кхел датується XV-початком XVI ст. Після походу Тимура на Кавказ наприкінці XIV століття у чеченців відбулася антифеодальна революція, і владу знатних осіб було повалено, після цього чеченці почали говорити: «ми всі вуздечі», тобто шляхтичі. Переміг лад «тейпової демократії» чи «військової демократії» зп марксизмом. Чеченці в ході війни на знищення з боку Тимура змушені були піти з рівнин до гір. Основною одиницею управління став тейп. Тимуру не підкорилися чеченці на у високогір'ї Кавказу та залишки аланських племен також на високогір'ї.
У різні часи авторитет Мехк-кхел змінювався: його рішення могли в одні періоди сприйматися як суто рекомендаційні, в інші — бралися до обов'язкового виконання. Мехк-кхел виступав як юрисдикційний орган мохка (країни). Джерела права чеченців можна розділити на два види — Мехкан-кхеташонан сацам (постанова Ради країни) та Мехк-кхелан сацам (постанова Суду країни). Їхня поява в юридичній природі заснована, з одного боку, на правовому звичаї стосовно функцій Мехк-кхеташо (Ради країни), а з іншого боку — на судовому прецеденті при розгляді конкретних справ у Мехк-кхелі. Основою даних джерел виступають норми адата.
Мехк-кхел був найвищою судовою інстанцією, нижчими судами були тукхумний і тайповий кхели. Ймовірно, що в Мехк-кхелі розбиралися справи, що становили найбільшу складність, що вимагали більш авторитетного рішення порівняно з тукхумними та тайповими кхелами, які виступали в ролі низових інстанцій. Головування у Мехк-кхелі передбачало високу шкалу моральності. Головним критерієм, що сприяв обранню головою стародавнього вищого судового органу, була загальна повага у народному середовищі. Саме тому серед відомих голів «Мехк-кхела», за переказами, що дійшли до нас, були Мулк Ерсінойський, Вюса Тінаєв, Бейбулат Таймієв, мулла Махамад-Хаджі Центоройський.
Голова, мабуть, мав право вирішального голосу, його обрання також було засноване на виборних принципах із членів Мехк-кхела.
Члени Мехк-кхела обиралися з-поміж авторитетних представників різних тайпів — ця обставина характеризує його як виборний орган, що формується на колегіальній основі, де право панує над владою, а влада є лише провідником ідеї панування закону на всій території мохка (країни). Верховний суд країни стародавніх вайнахів Мехк-кхел, представляючи в одній особі законодавчу та судову владу, мав також у своєму підпорядкуванні службу з виконання рішень, ухвалених на раді. Застосування цієї служби було необхідно тоді, коли рішенню Мехк-кхела могли опиратися не окремі особи щодо, яких було винесено вирок, а тайп чи родичі, з тих чи інших причин які стали його захист. У таких випадках застосовувався, говорячи сучасною мовою, адміністративний ресурс. Якщо траплялися випадки, коли деякі сільські чи територіальні громади не виконували рішення Мехк-кхела, їх могли повністю знищити.
Сукупність відомостей про Суд країни дозволяє зробити висновок, що організація та основне призначення Мехк-кхела були спрямовані на вирішення трьох основних категорій питань особливого значення:
- деліктів, що виникали при регулювання земельних спорів між тайпами, тукхумами;
- спірних питань, з яких неможливо було прийняти компетентне рішення в судах нижчої інстанції (у ролі яких виступали тукхумний та тайповий суди);
- видання судових постанов-посібників для кхелів по всій території мохка.

За матеріалами, зібраними М. Івановим у верхів'ях річки Фортанга, однією з найдавніших місць, де засідав Мехк-кхел вайнахів, була гора Муйти-корт. Її назвали на честь легендарного голови Мехк-Кхела — Муйти. Зберігся навіть камінь, який, за переказами, служив трибуною для голови Мехк-кхела, який отримав назву «Муйти-кер» — камінь Муйти.
Дослідник ХІХ століття І. Попов пише про діяльність Мехк-кхела, який засідав на горі Кхетеш-корт в Ічкерії. За переказами, курган на ній був насипаний руками представників нахських громад, що цим дали клятву вірності Країні нахів. У різні час Мехк-кхел збирався в різних районах Чечні: фортеця Цайн-Пхеда в Мелхісті, Пуога в Майсті, ущелина Нашх, селище Кей, курган Жемі-Барз біля села Чечен, курган Кхетеш-Корт в Ічкерії, біля фортеці Кезеной-Ам, в Акції. Вибір місця засідань залежав від військової та політичної ситуації в країні, а також, мабуть, від того, де жив голова інституції. У мирний час Мехк-кхел збирався здебільшого рівнині, а під час війни — у високогірних районах. За переказами кургани, на яких засідав Мехк-кхел, були рукотворними. Нерідко у засіданнях брали участь представники із сусідніх країн: Грузії, Кабарди, Дагестану.
В 2008 частина тейпів Інгушетії обрала своїх представників для формування Мехк-кхел, покликаного стати «альтернативою» офіційним законодавчим зборам республіки.